# Bud Powell
Earl Rudolph "Bud" Powell, född 27 september 1924 i Harlem i New York, död 31 juli 1966 i New York, var en amerikansk jazzpianist, och räknas tillsammans med Charlie Parker, Thelonius Monk och Dizzy Gillespie som en av de främsta i utvecklingen av modern jazz, i synnerhet genren bebop. 